# Договір Пеліндаба
Договір Пеліндаба (анг. Pelindaba Treaty) про створення в Африці без’ядерної зони. Відкритий до підписання 11 квітня 1996 в Каїрі (Єгипет).

## Положення договору
Угода передбачає:  
1) кожен учасник договору зобов’язується не розробляти, не виробляти, не володіти та не контролювати будь-які ядерної вибухові пристрої та не брати участь у будь-якій підтримці в розробці аналогічних пристроїв (ст.3); 
2) кожен учасник договору не надаватиме своєї території для розміщення на ній
ядерних пристроїв (ст.4); 
3) заборону діяльності, пов’язаної з ядерними випробовуваннями (ст.5).
Окрім того угода передбачає підписання трьох протоколів гарантій з боку ядерних держав країнам Африки, які утворюють без’ядерну зону: 
а) Протокол І: гарантій 5 ядерних держав (США, Франція, Росія, Велика Британія, КНР) не використовувати чи не погрожувати використанням ядерної зброї державам учасникам угоди Пеліндаба та тим територіям Африки, які увійшли до Протоколу ІІІ. 
б) Протокол ІІ: гарантій 5 ядерних держав (США, Франція, Росія, Велика Британія,
КНР) не проводити ядерних випробовувань в зоні дії угоди Пеліндаба, а також
утримуватися від сприяння проведення вищезгаданих випробовувань.
в) Протокол ІІІ: гарантії держав, які мають залежні території в зоні дії Договору Пеліндаба – Франція (о.Реюньойон) та Іспанія (Сеута та Мелілья, Канарські острови) - щодо визнання ними поширення дії без’ядерної зони на їх володіння. 
Навколо цих протоколів точилася складна дипломатична
боротьба, яка блокувала введення в дію Договору Пеліндаба. Зокрема, арабські держави Африки не бажали ратифікувати договір через відсутність гарантій Ізраїлю щодо держав Африки, і з огляду на непрозорість ядерної програми цієї країни]. 
Великі суперечки викликало питання наявності ядерного арсеналу США на військовій базі Великої Британії Дієго-Гарсія на острівному архіпелазі Чагос, територіальні суперечки щодо цих островів висуває Маврикій, тому вони були включені до території на яку мала поширитися дія угоди Пеліндаба.  
Зазначені питання блокували підписання Протоколів І та ІІ до угоди з боку зацікавлених сторін - США, Великої Британії та Росії. 
Слід зазначити, що уряди США та Великої Британії не визнають територію атолу Дієго-Гарсія суб’єктом дії Договору Пеліндаба .
Але, не дивлячись на наявні суперечності, 12 серпня 2009 року парламент Бурунді схвалив рішення про ратифікацію Договору Пеліндаба, таким чином, Бурунді стала 28 державою, яка визнала дію договору на свої території та дала старт дії Договору на Африканському континенті. 
Роботу з підписання Договору  країнами регіону та введення його в дію спільно провадили Інститут досліджень в галузі безпеки (Преторія, ПАР) та Центр досліджень в галузі нерозповсюдження імені Джеймса Мартіна за підтримки таких організацій, як Парламентська мережа за ядерне роззброєння, Група досліджень та інформації з проблем миру і безпеки, а також Всесвітня рада церков. 
Південноафриканські дослідники А.Брук та Н.Скотт зазначають, що із набуттям чинності Договором Пеліндаба, він має позитивне значення не лише для регіону Африки, а й для всього світу, оскільки вся Південна півкуля планети стала суцільною зоною вільною від ядерної зброї .